# Montboissier
Montboissier is een gemeente in het Franse departement Eure-et-Loir (regio Centre-Val de Loire) en telt 285 inwoners (2004). De plaats maakt deel uit van het arrondissement Châteaudun.

## Geografie
De oppervlakte van Montboissier bedraagt 13,9 km², de bevolkingsdichtheid is 20,5 inwoners per km².
De onderstaande kaart toont de ligging van Montboissier met de belangrijkste infrastructuur en aangrenzende gemeenten.

## Demografie
Onderstaande figuur toont het verloop van het inwonertal (bron: INSEE-tellingen).

## Geboren
- Petrus de Eerbiedwaardige (ca.1092/94-1156), benedictijn, theoloog en abt van Cluny